# مقاطعة نظر أباد
مقاطعة نظر أباد (بالفارسية: شهرستان نظرآباد) هي إحدى مقاطعات محافظة ألبرز في إيران. عاصمة المقاطعة هي نظر أباد. حسب تعداد 2006، بلغ عدد السكان 128,666 نسمة في 32,373 عائلة.